# ТЕС Мегалополіс
ТЕС Мегалополіс — теплова електростанція на півдні Греції, розташована в історичній області Аркадія у центрів півострова Пелопоннес.
Первісно станція розраховувалась виключно на головне місцеве паливо — лігніт. Вона розміщена безпосередньо поряд із потужними лігнітовими кар'єрами (Horemi, Thoknia), що забезпечує економічну ефективність використання палива із низькою теплотворною здатністю. Перші три блоки, які сформували так звану ТЕС Мегалополіс-А, ввели двома чергами у 1970-му (блоки № 1 та № 2 потужністю по 125 МВт) та 1975-му (блок № 3 потужністю 300 МВт). У 1991 році до них додали станцію Мегалополіс-В у складі блоку № 4 потужністю 300 МВт.
Два перших енергоблоки зупинили в 2011-му задля зниження шкідливого навантаження на довкілля. На той час вже ухвалили рішення про спорудження на площадці ТЕС потужного парогазового блоку комбінованого циклу, який би використовував природний газ. Його ввели в експлуатацію у 2016 році та оснастили обладнанням компанії General Electric: двома газовими турбінами 9FB потужністю по 270 МВт та паровою турбіною D11 потужністю 271 МВт, що разом роблять цей блок найбільшим у електроенергетиці країни.
Можна також відзначити, що на початку 21-го століття в межах програми організації централізованого теплопостачання від ТЕС таку функцію надали блоку № 3, який має теплову потужність у 25 МВт. Також проектом парогазового блоку передбачена аналогічна функція з набагато більшим показником у 300 МВт.